# Coalission
Coalission es un grupo de música de origen argentino, fundado en 2007 por Nicolás Ángel Racco, Hernán Berini y Leo Fernández. Su estilo es Death-Black-Thrash. A pesar de su corta trayectoria, es una de las agrupaciones que más veces ha teloneado a Bandas Internacionales de primer nivel.

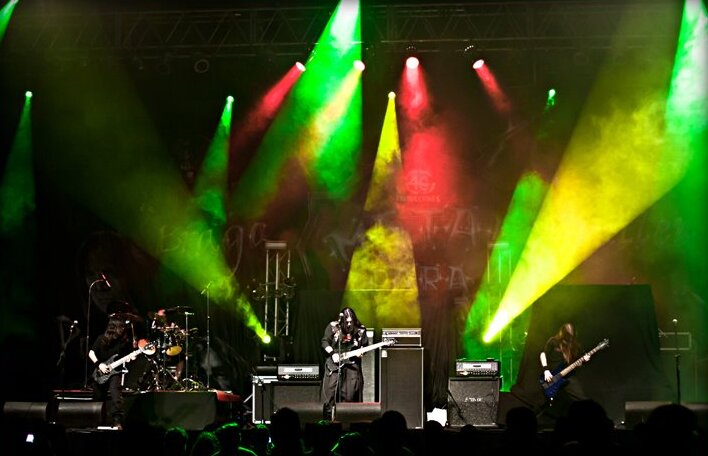

## Historia

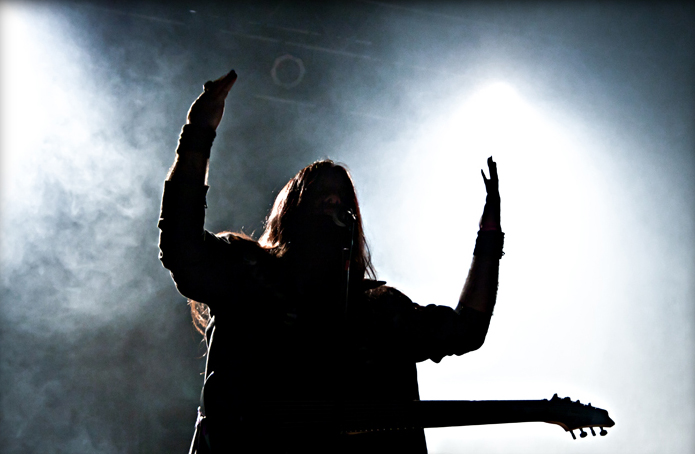
Nicolás "Ángel" Racco (Guitarra-Voz)

Coalission comienza a principios del 2007; dos de sus integrantes (batería y voz-guitarra) provienen de la banda Atenas; si bien era una banda no muy conocida tenía una larga trayectoria, entre otras cosas participó del "Cosquín Rock 2006" e hizo soporte a bandas internacionales y a las mejores bandas del país, teniendo en su haber un CD llamado "Distorsionando la Realidad", editado por 4G. Luego ingresa a la banda Emiliano Chiusano en el bajo, formando de esta manera un cuarteto ahora con el nombre de Coalission.

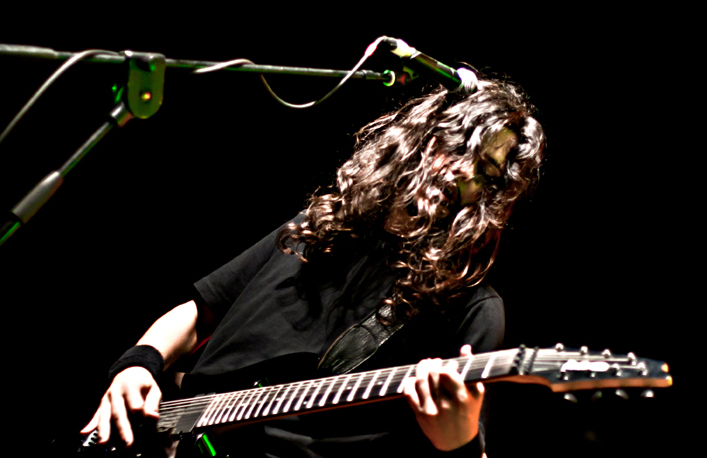
Leo Fernández (Guitarra-Coros)

## Biografía

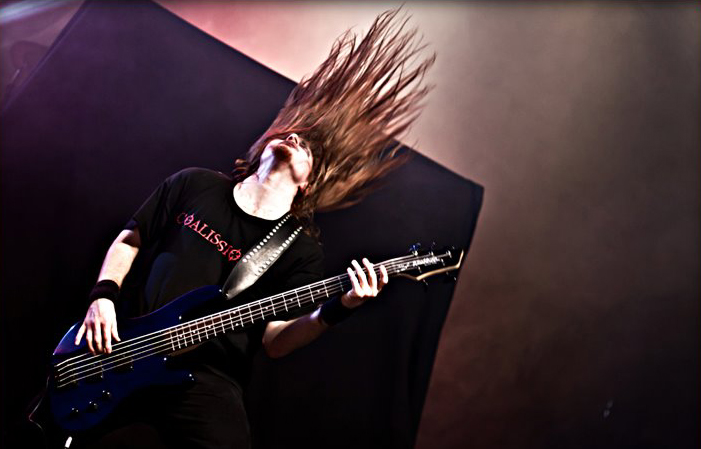
Emiliano Chiusano (Bajo)

Cuenta con varias grabaciones de demos y versiones pero lo más destacado es tu trabajo Alienado, editado en 2009. Fue grabado en el estudio "Del Arco"(León Gieco) en formato CD y versionado en inglés y castellano.
Los demos cuentan con seis temas cada uno y en los cuales se encuentran covers de Pantera, Megadeth, Rammstein, una curiosa versión de Hermética, Vientos de Poder versionado en inglés, y temas propios.

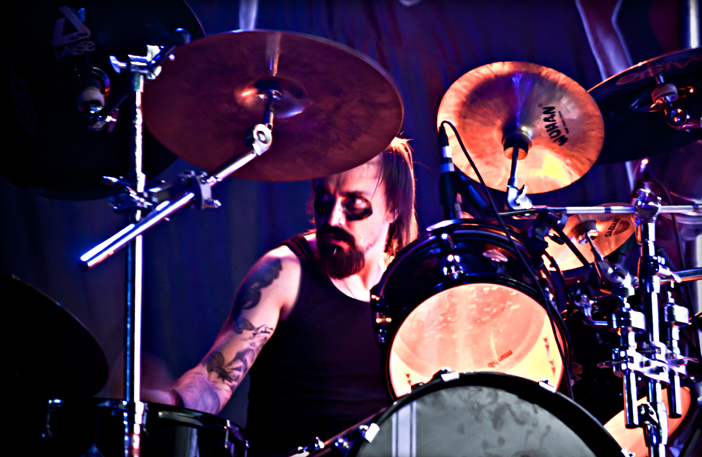
Hernán Berini (Batería)

Además de haber girado por el interior del País, a lo largo de su carrera se han presentado con artistas de la talla de Motörhead, Anthrax, Fear Factory, Brujería (banda), Exodus (banda), Death Ángel, Krisium, Divine Heresy, Arch Enemy,
Yngwie Malmsteen, Lamb Of God, Hatebreed, Lacuna Coil, Amorphis, DevilDriver, entre otros.
También han compartido escenario junto a casi todas las bandas del Metal Nacional.
Los orígenes datan del año 2007, algunos de sus integrantes cambian el rumbo del Metal Argento a Metal Extremo.
Fueron convocados para el festival de Cosquín Rock en el 2008, 2011, 2012 y 2013.
Cuenta con varios videoclips rodando en diferentes canales de cable, entre ellos se encuentra "Vivo en el Infierno" y "Alive In The Hell". "Fatal Corp", "Alienado" y "Alienated" se pueden encontrar en diferentes videotecas. Su disco fue distribuido por Senda Producciones a todo el mundo obteniendo muy buenas críticas.
Teniendo como estilo la fusión del Death, Black y Thrash, tiene un sonido muy particular usando guitarras de 8 cuerdas y un gran equipamiento que hacen que este sonido sea arrollador, incrementándose así la cantidad de seguidores.
"Alienado" se presentó oficialmente en escenarios de Capital Federal (Teatro de Flores, Teatro de Colegiales, Roxy Live, entre otros) así como en el interior del País (Willy Dixon, Rosario), etc. Coalission participó durante los conciertos del Festival "Metal para todos" de años 2008, 2009, 2010, 2011, 2012, 2013 y 2014 junto a las mejores bandas del Metal.
En marzo de 2013, saca su DVD en vivo, Alienado, de la mano de UMI Argentina (Unión de músicos independientes).
El 12 de mayo de 2013 se presentó junto a Testament y Anthrax en el Teatro de Flores.
.
En agosto de 2013 se presentó junto a Corrosion of Conformity en The Roxy.
En marzo se presentó en el Cosquín Rock 2014, promocionando su próximo CD, que pronto estará disponible.

## Miembros
- Nicolás Ángel Racco - Voces, Guitarra
- Leonardo Fernández - Guitarra, Coros
- Emiliano Chiusano - Bajo
- Hernán Berini - Batería

## Discografía
| ALIENADO/2009 (español) |                           |          |  |
| N.º                     | Título                    | Duración |  |
| 1.                      | «Intro / Alienado»        |          |  |
| 2.                      | «Vivo en el Infierno»     |          |  |
| 3.                      | «Fatal Corp.»             |          |  |
| 4.                      | «Sádica»                  |          |  |
| 5.                      | «I Will Shine»            |          |  |
| 6.                      | «Adicción»                |          |  |
| 7.                      | «Necrópolis»              |          |  |
| 8.                      | «Guerras»                 |          |  |
| 9.                      | «Demencia Mortífera»      |          |  |
| 10.                     | «Y para vos y para ellos» |          |  |
| 11.                     | «M.L.R.(bonus track)»     |          |  |

| ALIENADO/2009 (inglés) |                            |          |  |
| N.º                    | Título                     | Duración |  |
| 1.                     | «Intro / Alienated»        |          |  |
| 2.                     | «Alive in Hell»            |          |  |
| 3.                     | «Fatal Corp.»              |          |  |
| 4.                     | «Sadist»                   |          |  |
| 5.                     | «I Will Shine»             |          |  |
| 6.                     | «Adiction»                 |          |  |
| 7.                     | «Necrópolis»               |          |  |
| 8.                     | «Wars»                     |          |  |
| 9.                     | «Deadly Insanity»          |          |  |
| 10.                    | «And for you and for them» |          |  |
| 11.                    | «M.L.R.(bonus track)»      |          |  |

| COALISSION 2/2008 (Producción independiente) |                                                  |          |  |
| N.º                                          | Título                                           | Duración |  |
| 1.                                           | «Demencia Mortífera»                             |          |  |
| 2.                                           | «Necrópolis»                                     |          |  |
| 3.                                           | «Adiós (Rammstein)»                              |          |  |
| 4.                                           | «Y para vos y para ellos»                        |          |  |
| 5.                                           | «Vientos de poder (Hermética) Versión en inglés» |          |  |
| 6.                                           | «Symphony of Destruction (Megadeth)»             |          |  |

| COALISSION 1/2008 (producción independiente) |                             |          |  |
| N.º                                          | Título                      | Duración |  |
| 1.                                           | «Sádica»                    |          |  |
| 2.                                           | «I Will Shine»              |          |  |
| 3.                                           | «Alienado»                  |          |  |
| 4.                                           | «Vivo en el Inferno»        |          |  |
| 5.                                           | «Fucking Hostile (Pantera)» |          |  |